# Rogozino
Rogozino – wieś sołecka w Polsce położona w województwie mazowieckim, w powiecie płockim, w gminie Radzanowo.
| SIMC    | Nazwa               | Rodzaj    |
| ------- | ------------------- | --------- |
| 0573813 | Parcele Górki       | część wsi |
| 0573820 | Rogozinko           | część wsi |
| 0573836 | Rogozino Królewskie | część wsi |
| 0573842 | Włościany           | część wsi |

Wieś duchowna, własność prebendalna płockiej kapituły katedralnej w 1542 roku położona była w drugiej połowie XVI wieku w powiecie płockim województwa płockiego. Do 1954 roku siedziba wiejskiej gminy Rogozino. W latach 1975–1998 miejscowość administracyjnie należała do województwa płockiego.
We wsi znajduje się siedziba parafii św. Faustyny Apostołki Bożego Miłosierdzia należącej do dekanatu płockiego wschodniego.

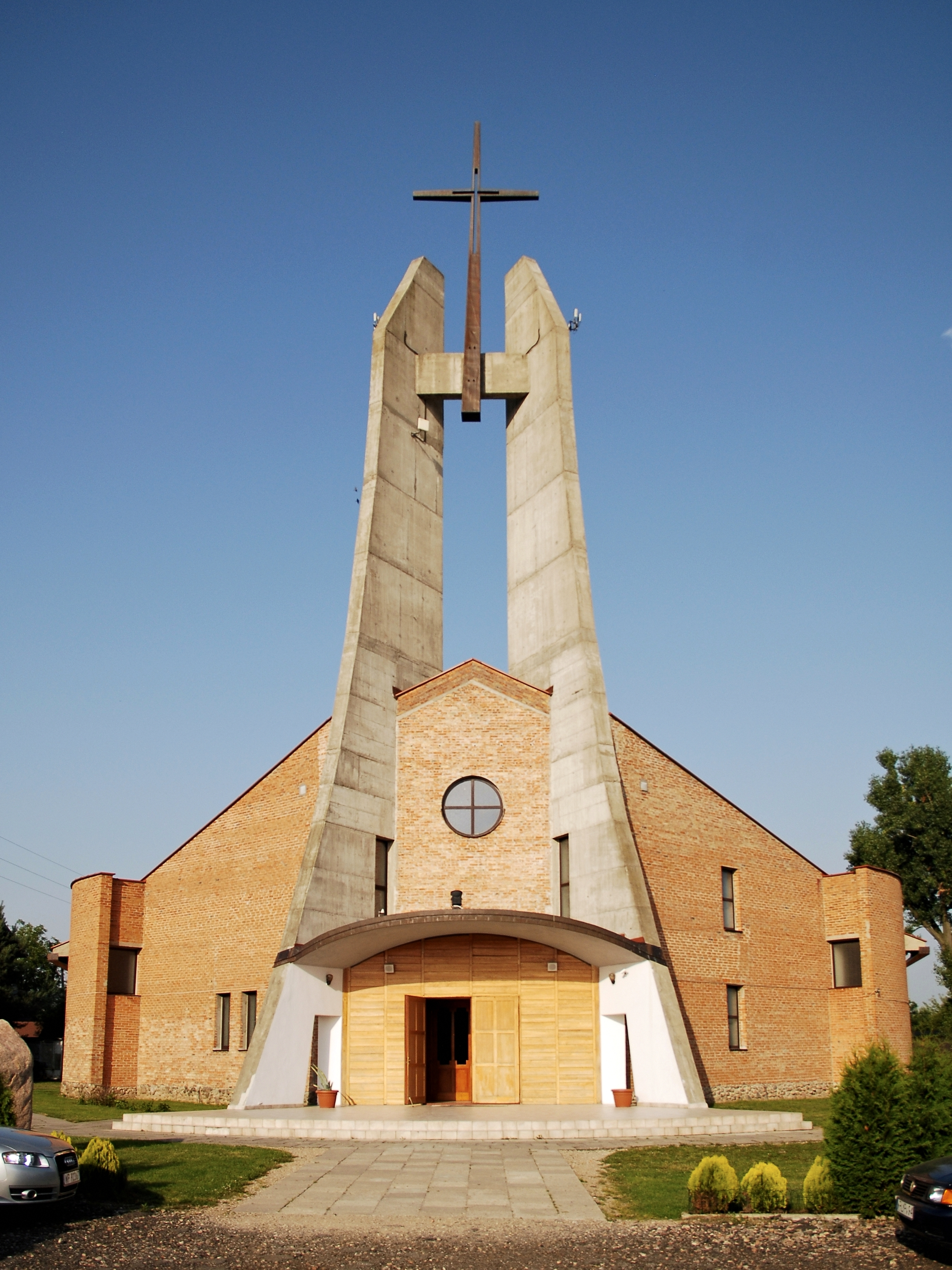
Kościół św. Faustyny

| Rok                | 2019 | 2018 | 2017 | 2016 | 2015 | 2014 | 2013 | 2012 | 2011 |
| Liczba mieszkańców | 1297 | 1265 | 1220 | 1199 | 1140 | 1105 | 1088 | 1122 | 1032 |